# 15546 Sunyufeng
15546 Sunyufeng è un asteroide della fascia principale. Scoperto nel 2000, presenta un'orbita caratterizzata da un semiasse maggiore pari a 2,556449 UA e da un'eccentricità di 0,146837, inclinata di 11,490251° rispetto all'eclittica. Ha un diametro di 3,941 km.